# Северокорейско-сирийские отношения
Отношения между Корейской Народно-Демократической Республикой (КНДР) и Сирией (арабский: العلاقات السورية التورية الامالية; корейский: 수리야-조선민주주의인민공화국 관계) были очень прочными и близкими с 1960-х годов, когда Северная Корея оказала военную помощь сирийскому режиму в его войнах с Израилем, и улучшились после того, как Хафез Асад пришёл к власти в 1970 году. Оба государства поддерживают посольства в соответствующих столицах других стран. Сирия не установила дипломатические отношения с Южной Кореей.

## История

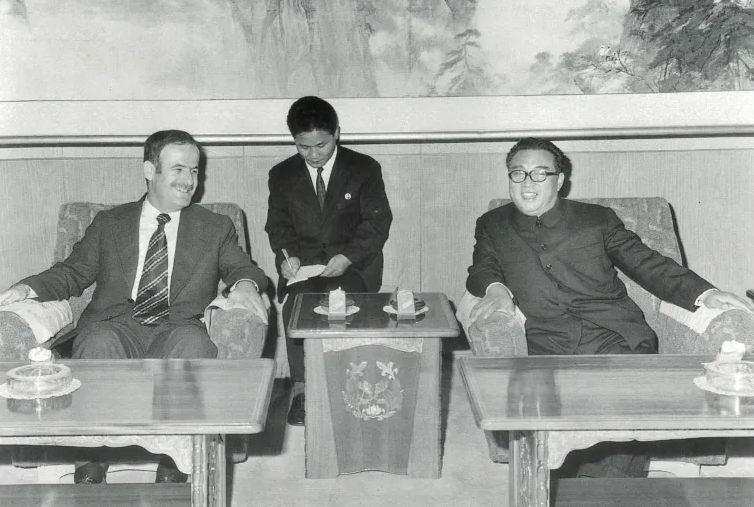
Асад встречается с Ким Ир Сеном в 1974.

Отношения между двумя государствами были установлены 25 июля 1966 года, после февральского государственного переворота в Сирии, приведшего к власти радикального марксистского генерала Салаха Джадида. Страны еще больше сблизились после очередного переворота в 1970-м году, в ходе которого к власти пришел другой генерал - Хафез аль-Асад. У КНДР и Сирии времен Хафеза Асада было действительно много общего: они обе были крайне милитаризованными государствами под управлением диктатуры с обширным культом личности своих лидеров, пытались построить социализм и считали себя врагами США. Сотрудничество двух стран выражалось в основном в военной, но так же и экономической поддержке. Северная Корея всегда поддерживала Сирию в ее войнах с Израилем и поставляла в страну свое оружие, такое как баллистические ракеты, к примеру серию ракет "Хвасон", или же стрелковое оружие, к примеру автомат Тип 68 (северокорейская версия АК), который Сирия позже производила по лицензии.
Даже после краха коммунизма по всему миру и СССР в частности, отношения между двумя странами оставались хорошими. Северная Корея построила ядерный реактор в Сирии по образцу своего собственного реактора в Йонбёне, и северокорейские чиновники регулярно посещали это место. Сирийский реактор был уничтожен Израилем в результате авиаудара в 2007 году. В 2000 году Соединённые Штаты подписали Закон о нераспространении ядерного оружия в Иране, Северной Корее и Сирии.
В 2012 году северокорейский лидер Ким Чен Ын выразил поддержку следующему президенту Сирии Башару аль-Асаду перед лицом разрастающейся гражданской войны. В сентябре 2015 года сирийское правительство почтило память Ким Ир Сена на церемонии открытия нового парка в Дамаске, названного в его честь. В 2016 году появились сообщения о том, что северокорейские спецподразделения сражались на стороне сирийского правительства в гражданской войне в Сирии. Северная Корея также выразила заинтересованность в оказании помощи Сирии в послевоенном восстановлении. В 2018 году Башар аль-Асад заявил, что посетит Северную Корею для встречи с Ким Чен Ыном. В докладе Организации Объединенных Наций, опубликованном в 2018 году, утверждалось, что Северная Корея помогала Сирии в разработке химического оружия.
После краха режима Башара Асада в декабре 2024 года будущее северокорейско-сирийских отношений оказалось под вопросом, поскольку государственные СМИ Северной Кореи хранили молчание о крахе режима после того, как повстанцы взяли страну под контроль. Посольство Северной Кореи в Сирии было эвакуировано.